# Alessandro Turini
Alessandro Turini (Busto Arsizio, 13 gennaio 1950) è un allenatore di calcio ed ex calciatore italiano, di ruolo attaccante.
È stato in attività negli anni sessanta-settanta nel ruolo di attaccante, di norma schierato all'ala sinistra.

## Caratteristiche tecniche
Brevilineo, dotato di un dribbling molto efficace, di un ottimo controllo di palla con entrambi i piedi, efficace in area di rigore, e di un tiro potente.

## Carriera

### Giocatore
Cresciuto nella Pro Patria, Turini militò nel Como, con cui disputò tre campionati di Serie B di cui gli ultimi due da titolare.
L'attaccante bustocco fu acquistato dal Milan e rimase coinvolto nella grigia stagione 1973-1974 della squadra rossonera, che chiuse il campionato al settimo posto, disputando 5 incontri di campionato, oltre le finali perse di Coppa delle Coppe e di Supercoppa Europea, e andando a rete in occasione della sconfitta esterna con l'Hellas Verona.

Turini (accosciato, primo da sinistra) nella Cavese del 1980-1981

Il Milan lo cedette in prestito l'anno dopo agli scaligeri, appena retrocessi in Serie B, con cui Turini ritornò in Serie A, per riprenderselo dopo una stagione ma senza alcun risultato. Venne ceduto in via definitiva in occasione del mercato di ottobre al Taranto dove rimase per tre anni. Nel 1978 da Taranto si trasferì al Crotone in Serie C2, per poi ritornare in Puglia nella stagione successiva.
L'anno dopo, nel campionato 1980-1981 andò alla Cavese in C1; con la squadra campana approdò per la prima ed unica volta in B, segnando due gol contro il Cosenza nel 3-1 finale sul neutro di Frosinone. Nel 1981 l'ala bustocca lascia la Cavese e si accorda con il Savona, per poi continuare nel Cuneo, nel Bra, fino a giocare in Promozione nel Dogliani.
In carriera ha totalizzato complessivamente 5 presenze ed una rete in Serie A e 172 presenze e 28 reti in Serie B.

### Allenatore
Ha allenato per due anni consecutivi il Bra: nel primo ha vinto il campionato di Promozione, nel secondo ha ottenuto la salvezza nel Campionato Interregionale.

## Palmarès

### Giocatore

#### Club

##### Competizioni nazionali
- Serie C1: 1

Cavese: 1980-1981 (girone B) H.Verona Serie B 1974/75 Promosso in A

### Allenatore

#### Club

##### Competizioni regionali
- Promozione: 1

Bra: 1987-1988 (girone C)